# Parantica schoenigi
Parantica schoenigi is een vlinder uit de familie Nymphalidae, onderfamilie Danainae.
De wetenschappelijke naam van de soort is voor het eerst geldig gepubliceerd in 1971 door Julian Jumalon.
De soort komt alleen voor op de Filipijnen. Hij staat op de Rode Lijst van de IUCN als bedreigd.